# АИСТ № 2
«АИСТ № 2» — российский малый космический аппарат, созданный на базе одноимённой спутниковой платформы АО «РКЦ „ПРОГРЕСС“» совместно с Самарским государственным аэрокосмическим университетом (СГАУ) и предназначенный для отработки и демонстрации технологий создания микроспутников.
Выведен на орбиту 19 апреля 2013 10:00 UTC ракетой-носителем «Союз-2.1А» с космодрома Байконур, в качестве одного из попутных грузов вместе со спутником «Бион-М №1».

## Назначение
КА предназначен для решения научно-технических, экспериментальных и образовательных задач.
В ходе полёта спутника планируется выполнить лётную квалификацию, как самой многофункциональной негерметичной платформы (АИСТ) для спутников массой 30—60 кг, так и перспективных приборов ориентации КА на Солнце. Также, на КА пройдут экспериментальную отработку перспективные солнечные батареи на основе арсенида галлия и система безударного отделения МКА от аппарата-носителя.
Научно-технические задачи КА:
- отработка средств измерения магнитного поля планеты и отработка магнитной системы компенсации низкочастотных микроускорений малого космического аппарата[2][3];
- исследование проблем микрогравитации, в интересах снижения величин микроускорений до минимального уровня[2][3];
- изучение поведения высокоскоростных механических микрочастиц естественного и искусственного происхождения в интересах разработки системы защиты КА от частиц космической пыли и мусора[2][4];

Образовательной задачей программы является привлечении молодёжи к реальным проектно-конструкторским работам в интересах подготовки квалифицированных кадров для ракетно-космической промышленности. Данные с КА будут передаваться на университетскую станцию космической связи, где станут предметом исследования студентов университета.

## Разработка
Проект малого космического аппарата «АИСТ» был начат группой студентов СГАУ в 2006 году. Первоначально, проектные работы велись силами учащихся и преподавателей СГАУ, позднее к реализации проекта были привлечены специалисты «ЦСКБ-Прогресс».
Разработчиками и изготовителями спутника подчёркивается, что для изготовления КА использованы комплектующие, включая программное обеспечение, полностью российского производства:
- арсенид-галлиевые солнечные батареи производства ОАО «Сатурн» (Краснодар);
- научная аппаратура, обеспечивающая компенсацию микроускорений на борту КА и определение поведения высокоскоростных микрочастиц, космической и метеоритной пыли, и изготовленная в институте космического приборостроения СГАУ под руководством Н. Сёмкина[5];
- магнитная система ориентации разработана СГАУ;
- командно-управляющая навигационная система, разработанная ООО НИЛАКТ ДОСААФ (город Калуга) по ТЗ «ЦСКБ-Прогресс»[2];
- углепластиковый каркас для солнечных батарей спутника, выполненный по новой интегральной схеме, разрабатывался, рассчитывался и испытывался на прочность и жесткость в НПО им.С.А.Лавочкина (г. Химки, МО).

## Конструкция
КА негерметичного исполнения имеет форму куба. Приборный отсек спутника образован пространственной рамой с кронштейнами, на которой установлены несущие панели корпуса, имеющие встроенные тепловые трубы.
«Служебный борт» МКА образуют:
- командно-управляющая навигационная система (КУНС);
- система электропитания (СЭП):
  - автоматика СЭП;
  - солнечные батареи (СБ);
  - буферные аккумуляторы;
- система терморегулирования (СТР);
- кабельная сеть.

Автоматика СЭП размещается в составе приборного блока управления и питания, в который входит и никель-металл-гидридная аккумуляторная батарея, обеспечивающая электропитание потребителей на теневых участках орбиты.
Заряд аккумуляторной батареи и питание потребителей на освещённых участках орбиты обеспечивается СБ установленными на наружных поверхностях пяти из шести панелей корпуса, непосредственной наклейкой трёхкаскадных арсенид-галлиевых фотоэлектрических преобразователей (ФЭП). Также, имеется отдельная панель СБ, устанавливающаяся поверх шестой панели корпуса КА.
На КА, для обеспечения теплового режима научной аппаратуры и КУНС, используется пассивная СТР — за счёт нерегулируемого соотношения оптических коэффициентов на поверхностях элементов конструкции объекта и теплоизолирующих элементов, а также с помощью электрообогревателей и тепловых труб. Включение электрообогревателей осуществляется по командам КУНС при снижении температуры ниже −5 °С, а выключение — при достижении температуры +35 °С, при этом в контуре управления используется среднее значение температуры по трём датчикам.

## Подготовка, запуск и выведение
Работы со спутником на космодроме Байконур начались 15 марта 2013 года в монтажно-испытательном корпусе (МИК) площадки 112 с его автономных проверок, электрических испытаний спутника и тестирования его солнечных батарей.
11 апреля в МИК площадки 112 МКА «АИСТ» был установлен на приборно-агрегатный отсек спутника «Бион-М».
Запуск МКА «АИСТ», закреплённого на внешней поверхности КА «Бион-М» № 1, состоялся 19 апреля 2013 в 14:00 МСК ракетой-носителем Союз-2.1а со стартового комплекса площадки 31 космодрома Байконур. Через девять минут после старта, в соответствии с циклограммой полёта, от третьей ступени ракеты-носителя отделился «материнский» космический аппарат «Бион-М» — он оказался на целевой орбите и был принят на управление.
21 апреля 2013 года отделился от «Биона-М» № 1 и начал самостоятельный полёт, в этот же день со спутника, наземным командным пунктом Центра приёма и обработки информации (НКУ ЦПОИ) «Самара» «ЦСКБ-Прогресс» была получена телеметрия — все системы работали в штатном режиме.